# Pseudophiloscia angusta
Pseudophiloscia angusta là một loài chân đều trong họ Philosciidae. Loài này được Dana miêu tả khoa học năm 1853.